# 維帝·傑馬
維帝·德夫·辛格·傑馬（英語：Vidyut Dev Singh Jammwal，1980年12月10日—），印度男演員、武術家和製片人，主要演出印度語電影，有時參演泰盧固語及泰米爾語電影。他是卡拉里帕亞特武術家，曾在電影《叢林拳霸》（2019年）中大展身手。著名作品包括《金牌突擊隊》系列電影，並獲得了多項榮譽，包括星塵獎、FICCI Frames獎、印度電影觀眾獎和國際印度電影大獎頒獎禮。
他在泰盧固語電影《守護神》（2011年）中在演藝圈出道，並在《武力》（2011年）中首次亮相寶萊塢。他初期多扮演反派角色，直到在武打片《金牌突擊隊》（2013年）才首次擔任主角。之後出演了《槍》（2012年）、《無所畏懼》（2014年）、《王者行動》（2017年）、《金牌突擊隊：黑錢之戰》（2017年）、《一个人的突击队3》（2019年）、《盟友》（2020年）和《攻佔救援》（2021年）等電影。

## 早年
維帝·傑馬生於查谟地區的拉傑普特克什米爾印度教家庭。他是印度陸軍軍官的三個孩子之一，因父親工作的緣故而居住過印度各地。三歲起在喀拉拉邦帕拉卡德的卡拉里帕亞特修道院接受訓練，該修道院由他的母親經營。他造訪過許多國家並與各種流派的武術家一起受訓，但主要的武術仍是卡拉里帕亞特。傑馬造訪超過25個國家，並在這些地方進行了現場武術表演。傑馬在成長過程中，受到了成龍的啟發。

## 個人生活
傑馬是素食主義者，也是攀岩愛好者。
2021年9月1日，傑馬宣布與時裝設計師南迪塔·瑪塔妮訂婚。但婚約在2023年解除。

## 作品列表

### 電影
| 年份 | 片名                     | 角色                             | 附註         |
| ---- | ------------------------ | -------------------------------- | ------------ |
| 2011 | 《守護神》               | 瓦西姆·阿里（Wasim Ali）                  | 泰盧固語電影 |
| 2011 | 《武力》                 | 維希努·雷迪（Vishnu Reddy）                  |              |
| 2011 | 《變色龍》               | 伊爾凡·巴伊（Irfan Bhai）                  | 泰盧固語電影 |
| 2011 | 《便当盒里的小秘密》     | 佐亞布（Zoyaab）                       | 客串         |
| 2012 | 《貝拉行動2》            | 迪米特里（Dimitri）                     | 泰米爾語電影 |
| 2012 | 《槍》                   | 沉睡者（Sleeper）小組的領導者           | 泰米爾語電影 |
| 2013 | 《神枪拉贾》             | 阿倫·辛格／穆納（Arun Singh / Munna）              |              |
| 2013 | 《金牌突擊隊》           | 卡藍維爾·辛格·多格拉上尉（Captain Karanvir Singh Dogra）     |              |
| 2014 | 《無所畏懼》             | 錢德魯（Chandru）                       | 泰米爾語電影 |
| 2017 | 《王者行動》             | 塞赫·辛格少校（Major Seher Singh）                |              |
| 2017 | 《金牌突擊隊：黑錢之戰》 | 卡藍維爾·辛格·多格拉上尉         |              |
| 2019 | 《叢林拳霸》             | 拉傑維爾·「拉吉」·錢德拉謝卡（Rajveer "Raj" Chandrashekhar） |              |
| 2019 | 《一个人的突击队3》      | 卡藍維爾·辛格·多格拉上尉         |              |
| 2020 | 《盟友》                 | 帕拉姆維爾／帕貢（Paramveer / Phagun）             |              |
| 2020 | 《火線救妻》             | 薩米爾·喬杜里（Sameer Chaudhary）                |              |
| 2021 | 《權力》                 | 德維達斯·塔庫爾（Devidas Thakur）              |              |
| 2021 | 《攻佔救援》             | 維凡·阿胡賈（Vivaan Ahuja）                  |              |
| 2022 | 《火线救妻2》            | 薩米爾·喬杜里                    |              |
| 2023 | 《IB71》                 | 戴夫·賈姆沃爾（Dev Jammwal）                | 兼監製       |
| 2024 | 《生死极限》             | 悉達多·迪克希特（Siddharth Dikshit）              | 兼監製       |
| 2025 | 《來自馬德拉西的男人》   | 待公布                           | 泰米爾語電影 |

### 電視
| 年份 | 節目名           | 角色     | 附註 |
| ---- | ---------------- | -------- | ---- |
| 2013 | 《CID》          | 突擊隊員 |      |
| 2017 | 《終極獸王》     | 主持人   |      |
| 2022 | 《印度終極戰士》 | 道場大師 |      |

### MV
| 年份 | 歌名               | 歌手                                            | 唱片公司 | 附註 |
| ---- | ------------------ | ----------------------------------------------- | -------- | ---- |
| 2016 | 〈你喜歡它〉       | 拉赫·法塔·阿里·罕                               | T-Series |      |
| 2016 | 〈變成了女孩〉（Gal Ban Gayi） | 妮哈·卡卡爾、Yo·Yo·哈尼·辛、Meet Bros、蘇赫比爾 | T-Series |      |

## 外部連結
- 維帝·傑馬在互联网电影资料库（IMDb）上的資料（英文）